# Hwacha
Hwacha, hwach’a (화차) – rodzaj broni palnej opracowany w XV-wiecznej Korei, w okresie panowania dynastii Joseon, wóz stanowiący platformę dla wieloprowadnicowej wyrzutni strzał o napędzie rakietowym bądź wielolufowej broni strzeleckiej. Nazwa broni oznacza w języku koreańskim „wóz ognisty”.

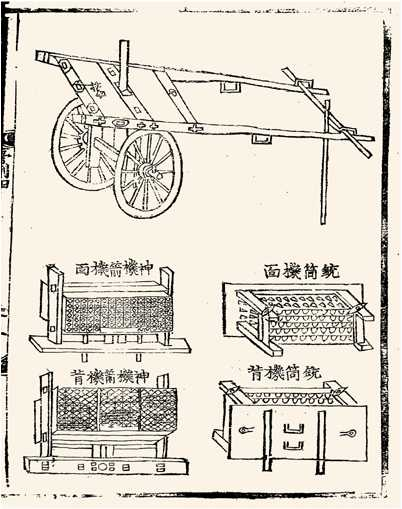
Ilustracja z książki Kuk Cho Ore Sorye z 1474 roku

Pierwowzór machiny, wykorzystującej lufowy układ miotający, opracowano w 1409 roku. Udoskonalony model zaprojektowany został w 1451 roku, w okresie rządów króla Munjonga, który osobiście zaangażowany był w prace nad rozwojem broni palnej. Broń miała konstrukcję drewnianą. Do dwukołowego wozu zamocowana była prostokątna płyta, w której wydrążonych było 100 okrągłych otworów ułożonych w siedmiu rzędach, stanowiących prowadnice dla pocisków. Amunicję stanowiły strzały o trzonie wykonanym z bambusa, o długości od 1 do 1,4 m, grocie żelaznym i lotce wykonanej z piór. Do trzonu przywiązany był umieszczony w papierowej rolce ładunek prochu czarnego, który po zapłonie, za sprawą gazów ulatniających się przez odpowiednio wydrążoną dziurkę, nadawał strzale napęd. Część strzał wyposażona była w osobny ładunek wybuchowy, który miał eksplodować tuż przed osiągnięciem celu. Po umieszczeniu w wyrzutni strzały połączone były lontem, po podpaleniu którego następował wystrzał kolejnych pocisków w krótkich odstępach czasu.
Konstrukcja wozu pozwalała na regulację kąta podniesienia wyrzutni od 0° do 43°. Donośność broni nie przekraczała 200 m. Do obsługi wozu koniecznych było od dwóch do czterech osób. Zamiast wyrzutni rakiet do wozu mogła być zamocowana płyta, do której z kolei mocowano 50 luf, pozwalających na jednoczesny wystrzał salwy 200-kulowej.
W 1451 roku zbudowanych zostało 700 egzemplarzy broni, które rozmieszczone zostały wzdłuż wybrzeża kraju i w garnizonach miejskich, stanowiąc element obrony przed najeźdźcami z Chin i Japonii. Broń wykorzystana była m.in. podczas wojny japońsko-koreańskiej (1592–1598). Warianty broni udoskonalane były na przestrzeni lat, jeszcze na początku XIX wieku. Do czasów współczesnych nie przetrwały żadne egzemplarze broni; wiedza o niej pochodzi ze źródeł pisanych i ikonograficznych.